# Frontó de Shanghai
El Central Auditorium (xinès simplificat: 礼堂, pinyin: zhōngyāng lǐtáng) o Hai Alai Auditorium (xinès simplificat: 回力央, pinyin: huílìyāng) va ser el frontó basc de la ciutat de Shanghai, a la Xina. S'utilitzà la denominació Hai Alai per adaptar la pronúncia basca de Jai Alai a la grafia anglesa i transliteracions xineses.
Va ser impulsat pel banquer francés Félix Bouvier, qui ja havia construït en la ciutat un canòdrom amb capacitat per a 50.000 persones, i dirigit per un ex boxador egipci d'origen armeni, Haig Assadourian, i una parella basca, Teodoro Jauregi i Marga d'Andurain, tots provinents dels dos frontons d'Egipte.
Va ser inaugurat el 7 de febrer de 1929 amb, entre altres pilotaris, José María Arancibia Berasaluze Petronio. A poc a poc es contractaren més pilotaris bascos, formant-se una xicoteta colònia. Entre 1932 i 1939 hi va jugar José Garate, que havia jugat a París en els Jocs Olímpics d'Estiu de 1924; el 1934 es feu una reforma i passà a tindre una capacitat de tres mil persones i quatre mil empleats, entre els quals una nòmina de bascs. Editaren una revista pròpia, La cesta (回球周刊), que tot i el nom es publicava en anglés i xinés.
El 1937, durant la Segona Guerra sinojaponesa i la Guerra del Pacífic, el lloc començà a decaure després del bombardament de la ciutat pels Japonesos, encara que mantingué partides nocturnes durant l'ocupació nipona, fins al tancament en 1944; el 1975 reobrí com a gimnàs del districte de Luwan.
El diplomàtic basc Julio de Larracoechea, vicecònsol a Shanghai entre 1932 i 1936, descrigué la vida dels pilotaris en la seua novel·la de 1941 Ramonchu en Shangai, contrastada amb l'arxiu del Consolat Espanyol a Shanghai: segons relata, hi havia una gran quantitat de bascs que residien allí, entre els quals missionaris i pilotaris; els jugadors que ja no estaven en actiu, regentaven restaurants amb noms com Sevilla o Barcelona o una empresa química, Cathay Laboratories.